# Eagar (Arizona)
Eagar es un pueblo ubicado en el condado de Apache en el estado estadounidense de Arizona. En el Censo de 2010 tenía una población de 4885 habitantes y una densidad poblacional de 103,6 personas por km².

## Geografía
Eagar se encuentra ubicado en las coordenadas 34°6′40″N 109°17′29″O / 34.11111, -109.29139. Según la Oficina del Censo de los Estados Unidos, Eagar tiene una superficie total de 47.15 km², de la cual 47.15 km² corresponden a tierra firme y (0%) 0 km² es agua.

## Demografía
Según el censo de 2010, había 4885 personas residiendo en Eagar. La densidad de población era de 103,6 hab./km². De los 4885 habitantes, Eagar estaba compuesto por el 87.08% blancos, el 0.42% eran afroamericanos, el 3.35% eran amerindios, el 0.12% eran asiáticos, el 0.35% eran isleños del Pacífico, el 4.91% eran de otras razas y el 3.77% pertenecían a dos o más razas. Del total de la población el 13.98% eran hispanos o latinos de cualquier raza.